# Sporophila plumbea
Sporophila plumbea là một loài chim trong họ Thraupidae.